# 卡斯蒂利亚-莱昂联合左翼
卡斯蒂利亚-莱昂联合左翼（西班牙語：Izquierda Unida de Castilla y León）是西班牙左翼政党联盟联合左翼在卡斯蒂利亚-莱昂的分支。它成立于1986年，主要成员是卡斯蒂利亚-莱昂共产党。它的政治立场是左翼。它的总协调员是José María González。它的总部位于巴利亚多利德。